# Тринідад (Каліфорнія)
Тринідад (англ. Trinidad) — місто (англ. city) в США, в окрузі Гумбольдт штату Каліфорнія. Населення — 307 осіб (2020).

## Географія
Тринідад розташований за координатами 41°3′27″ пн. ш. 124°8′35″ зх. д. / 41.05750° пн. ш. 124.14306° зх. д. (41.057626, -124.143051).  За даними Бюро перепису населення США в 2010 році місто мало площу 1,74 км², з яких 1,26 км² — суходіл та 0,48 км² — водойми.

## Демографія
Згідно з переписом 2010 року, у місті мешкало 367 осіб у 187 домогосподарствах у складі 88 родин. Густота населення становила 211 особа/км².  Було 252 помешкання (145/км²).
Расовий склад населення:
| - 90,2 % — білих - 4,1 % — корінних американців - 0,5 % — чорних або афроамериканців - 0,5 % — азіатів - 0,3 % — вихідців з тихоокеанських островів |

До двох чи більше рас належало 4,1 %. Частка іспаномовних становила 3,0 % від усіх жителів.
За віковим діапазоном населення розподілялося таким чином: 16,3 % — особи молодші 18 років, 64,4 % — особи у віці 18—64 років, 19,3 % — особи у віці 65 років та старші. Медіана віку мешканця становила 45,9 року. На 100 осіб жіночої статі у місті припадало 98,4 чоловіків;  на 100 жінок у віці від 18 років та старших — 98,1 чоловіків також старших 18 років.
Середній дохід на одне домашнє господарство  становив 62 862 долари США (медіана — 52 083), а середній дохід на одну сім'ю — 93 639 доларів (медіана — 85 313). Медіана доходів становила 63 333 долари для чоловіків та 59 750 доларів для жінок. За межею бідності перебувало 5,9 % осіб, у тому числі 0,0 % дітей у віці до 18 років та 7,0 % осіб у віці 65 років та старших.
Цивільне працевлаштоване населення становило 126 осіб. Основні галузі зайнятості: освіта, охорона здоров'я та соціальна допомога — 29,4 %, публічна адміністрація — 19,8 %, мистецтво, розваги та відпочинок — 15,9 %.